# Jerónimo Gudiel

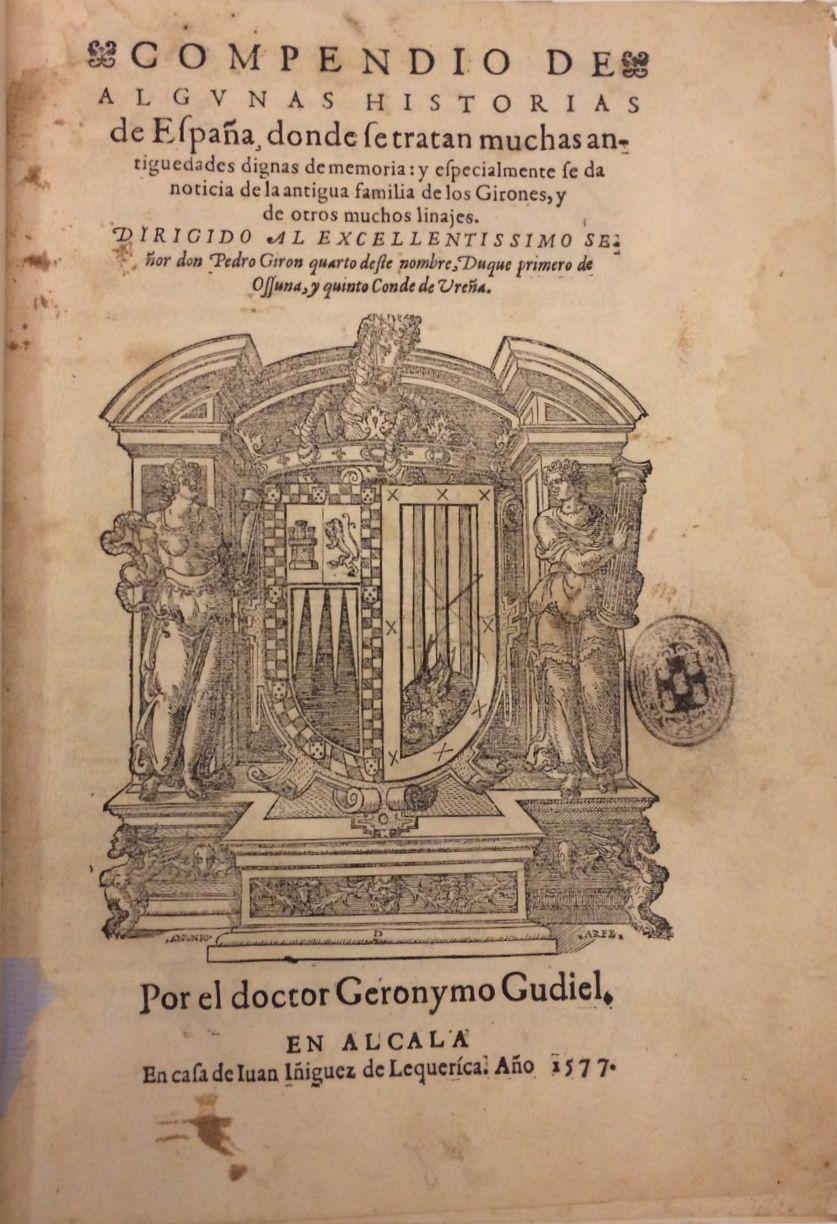
Compendio de algunas historias de España, dónde se tratan muchas antigüedades dignas de memoria y especialmente se da noticia de la antigua familia de los Girones y de otros muchos linajes (1577), xilografía de Antonio de Arfe y Villafañe

Gerónimo o Jerónimo Gudiel (Sevilla, p. m. siglo XVI – Osuna, 1582) fue un médico, historiador y genealogista español.

## Biografía
Son tan escasos los datos sobre este autor como su obra escrita. Pronto dejó Sevilla y en Alcalá de Henares sacó el título hacia 1543 de licenciado en Artes y de bachiller de Medicina; es más, logró después la cátedra de Medicina. Era entonces tan prestigioso que Juan Téllez-Girón, el Santo, II conde de Ureña, lo atrajo a la nueva Universidad de Osuna para impartir desde 1552 la cátedra Prima de Medicina; años más tarde llegó a decano de esa misma Facultad, donde alcanzó además los grados de licenciado y doctor en Medicina en 1558. Falleció allí en 1582.
Su única obra conservada es su Compendio de algunas historias de España, dónde se tratan muchas antigüedades dignas de memoria y especialmente se da noticia de la antigua familia de los Girones y de otros muchos linajes (1577), que le encargó Pedro Téllez-Girón y de la Cueva y alabó y utilizó Salazar y Castro. Es muy rigurosa y exacta, y disimula desde su título su verdadera intención de enaltecer en todos los órdenes las contribuciones del linaje, pero hay algunos errores cuanto más se adentra en el pasado, y se remonta incluso al conde don Rodrigo a comienzos del siglo XII.

## Obras
- Compendio de algunas historias de España, dónde se tratan muchas antigüedades dignas de memoria y especialmente se da noticia de la antigua familia de los Girones y de otros muchos linajes, Alcalá de Henares, 1577. Existe edición facsímil de Madrid: E y P Libros Antiguos S. L., 1999.